# Nordmakedonska köket

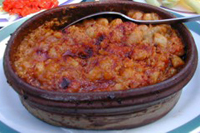
Tavče-gravče är Makedoniens nationalrätt.

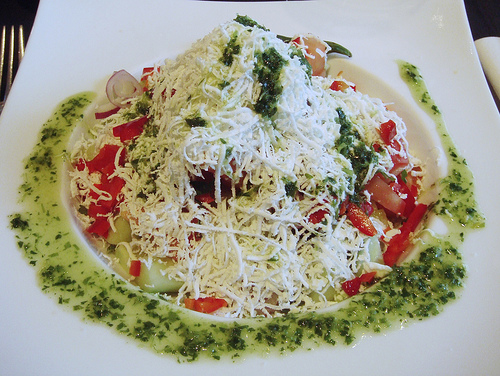
Shopskasallad

Det makedonska köket är med influenser från Medelhavsköket och det från Mellanöstern, samt till en mindre grad från italienska, tyska och östeuropeiska köket. Det relativt varma klimatet i landet gör att det är mycket goda förhållanden för att odla flera olika grönsaker, örter och frukter. Således är det makedonska köket mycket varierat.
Landet är känt för så kallad "shopskasallad", en hors-d'œuvre och sidorätt, som serveras till nästan alla mål. Det är även känt för sin kvalitet och mångfald av mjölkprodukter, viner och lokala alkoholdrycker, såsom rakia.
Tavče Gravče och mastika anses vara landets nationalrätt respektive nationaldryck.

## Maträtter

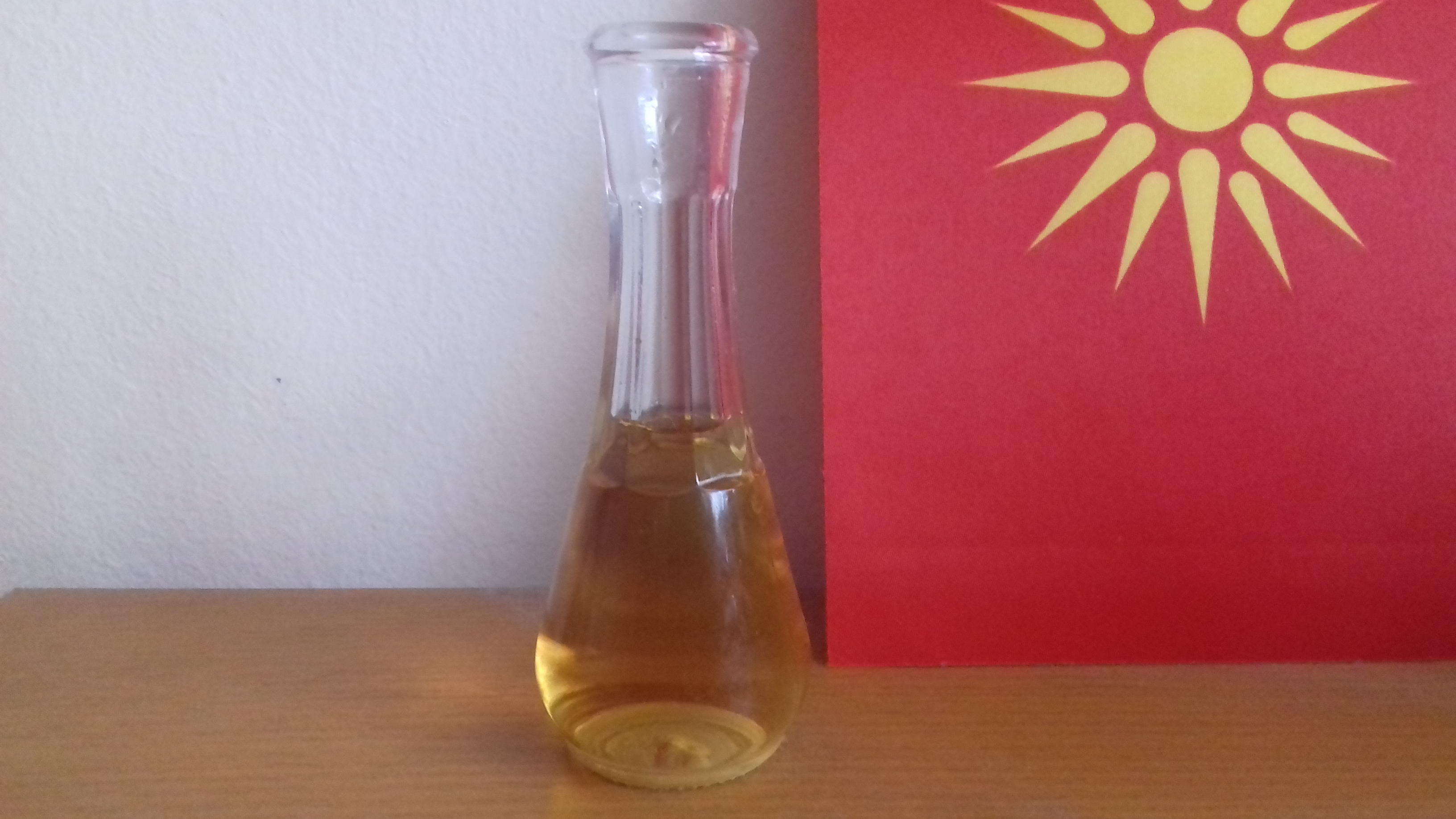
Rakija kan göras på t.ex. vindruvor, plommon och äpplen. Det är egentligen bara ett annat namn på det serbiska slivovits eller det ungersk-rumänska pálinka. Skall ej förväxlas med turkisk rakia, som är en variant av grekisk ouzo.

Det nordmakedonska köket har ett stort utbud av rätter som ofta baseras på kött, paprika och andra regionala grönsaker. Bland annat är landet känt för sina paprikabaserade röror så som ajvar, pinđur och lutenica. Några av de mest spridda och populära rätterna i Nordmakedonien inkluderar:
- Ajvar, paprikabaserad röra
- Pinđur, paprikabaserad röra
- Tavče-Grav-Gravče, bönröra
- Musaka, aubergine/potatis som varvas i lager med kött.
- Kebapi, avlånga köttfärsbiffar
- Pastrmalija
- Sarma, fylld surkål
- Burek, filodegspaj fylld med bland annat ost, köttfärs och spenat.

## Desserter

Rostning av paprika som förberedelse till beredning av Ajvar. Ohrid, Nordmakedonien.

- Rostning av paprika som förberedelse till beredning av Ajvar. Ohrid, Nordmakedonien.Baklava

## Drycker

### Kaffe
Nordmakedonien har en välutvecklad kaffekultur och turkiskt kaffe är den överlägset mest populära kaffedrycken. Sedan osmanska riket tills idag har kaffe spelat en viktig roll i makedonsk livsstil och kultur. Andra kaffedrycker såsom latte, cafe mocha och cappuccino har ökat i popularitet i och med fler öppnade kaféer.

### Sprit
Rakija är en av de populäraste alkoholdryckerna i Nordmakedonien. 